# Emma (pigenavn)
 For alternative betydninger, se Emma. (Se også artikler, som begynder med Emma)
Emma er et gammelt germansk pigenavn. Det har forbindelse med Ermana eller Ermina, som er et af Odins tilnavne. Det betød den altomfattende eller mægtige. Afledt heraf betyder Emma den flittige, den der klarer alt, eller den huslige. Varianter over navnet er Emmy.
Navnedag er den 19. april efter Sankt Emma.
I 2001 var der i Danmark 8.495 personer med fornavnet Emma, og i 2008 var der 13.973, og i 2009 er der 14720 (baseret på den nyeste optælling fra 1. januar 2009).

## Kendte personer med navnet
- Emma af Normandiet, dronning af England 1002–1016 og 1017–1035, gift med Ethelred 2. den Rådvilde og Knud den Store.
- Emma Gad, dansk forfatter, der især er kendt for bogen Takt og Tone.
- Emma Goldman, amerikansk kvindesagsforkæmper.
- Emma Thompson, engelsk skuespiller.
- Emma Thomsen (skuespiller), dansk skuespiller.
- Emma Thomsen (maler), dansk blomstermaler.
- Emma Watson, britisk skuespiller.
- Emma Madsen, dansk fodboldspiller

## Emma i kunsten
- Emma er en roman af Jane Austen fra 1816
- Emma er en gyserfilm instrueret af Philip Th. Pedersen
- Skyggen af Emma er en film af Søren Kragh-Jacobsen
- Emmas dilemma var et satireprogram på DR2 udelukkende lavet af kvinder med Lotte Svendsen som instruktør
- Emmy er en amerikansk filmpris